# Henrik Hagbartson
Alf Henrik Hagbartson, född 22 september 1921 i Hedvig Eleonora församling i Stockholm, död 4 april 1965 i Kristinehamn, var en svensk försäkringstjänsteman och målare.
Han var son till yrkesläraren Hagbart Henrikson och Valborg Holmlund. Hagbartson studerade konst för Sven Rapp. Han medverkade i utställningar med Värmlands konstförening på Värmlands museum i Karlstad. Hans konst har gått från ett abstrakt formspråk till ett nonfigurativt måleri med dämpade färger i skalorna grönt, blått och grått.